# Twix

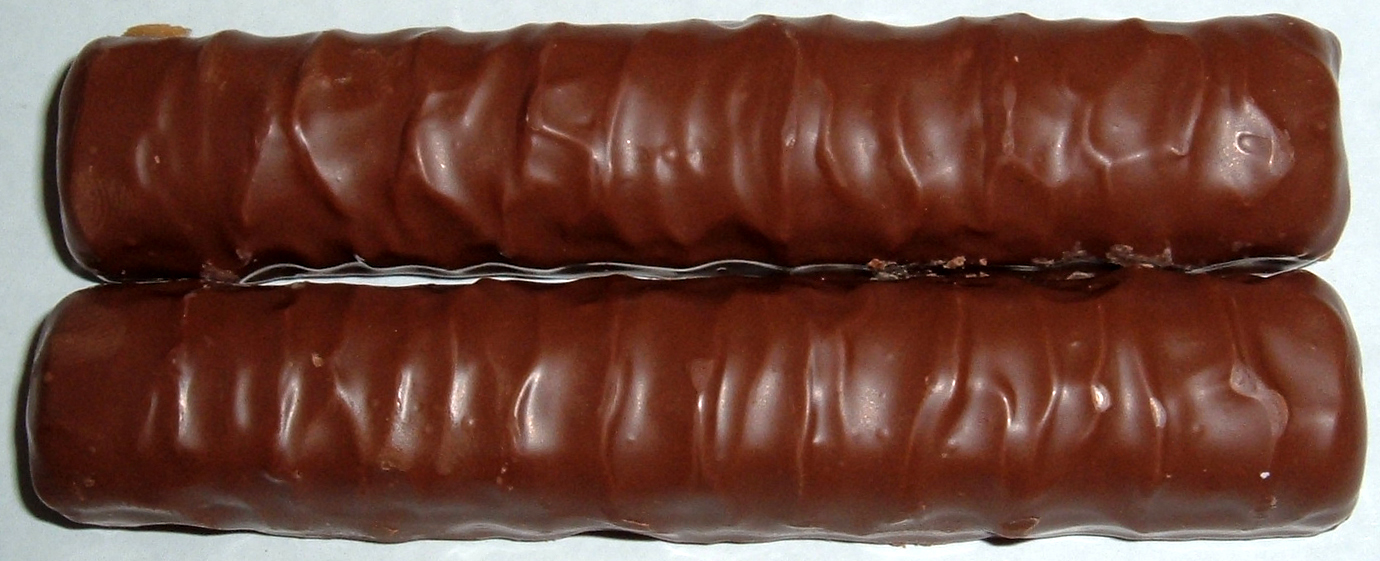
Twix abierto.

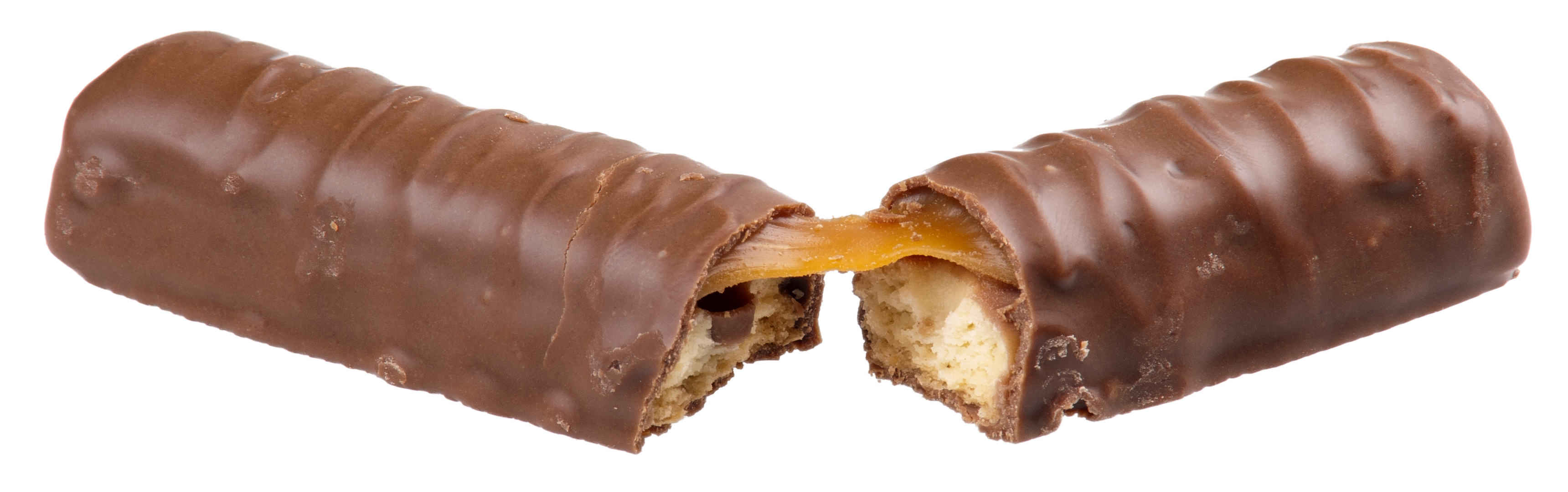
Interior de un Twix.

Twix es una  barrita de chocolate fabricada por Mars, Incorporated. Está compuesta de una galleta en el centro, cubierta de caramelo y recubierta de chocolate con leche. Un Twix tiene una sección más pequeña que otras barritas de chocolate y viene empaquetado en parejas. Twix se introdujo por primera vez en el Reino Unido en 1967.
Hasta 1991 Twix se denominaba Raider en Alemania, Austria, Bélgica, España, Francia, Grecia, Israel, Italia, Luxemburgo, Países Bajos, Polonia, Portugal y Suiza, y así se denominó, «Raider», hasta el año 2000 en Dinamarca, Finlandia, Noruega, Suecia y Turquía, fecha en la que se cambiaría definitivamente el nombre por el nombre original británico, «Twix», para hacer de ella una marca global.

## Variantes del producto
- Twix con mantequilla de cacahuete: con mantequilla de cacahuete en lugar de caramelo.
- Twix con chocolate negro: desde 2005, existe una variante con chocolate negro en lugar de chocolate con leche.

Los productos Twix también existen en versión helado.
En Australia, Bélgica y España, existe un Twix con chocolate blanco.
Una versión en miniatura de Twix se encuentra en las bolsas de Celebrations.

## Ingredientes
En orden decreciente según el peso: chocolate con leche (azúcar, manteca de cacao, chocolate, leche desnatada, lactosa, grasa de leche, lecitina de soja & PGPR), harina, aceite de soja, jarabe de maíz, dextrosa, sal, polvo de cacao, bicarbonato sódico, aromas.
En el envoltorio se advierte que puede haber restos de cacahuetes.